# Aurora, Surinam
Aurora este un sat situat în partea central-estică a Surinamului, pe râul Surinam.